# Jerzy Dobrzański (wojskowy)
Jerzy Dobrzański (zm. 1831) – syn Macieja i Franciszki z Romerów, dziedzic dóbr ostrowieckich, pieczętował się herbem Leliwa.

## Życiorys
Absolwent Korpusu Kadetów w Warszawie. Walczył w stopniu kapitana w roku 1792, otrzymał wówczas order Virtuti Militari. W roku 1794 awansował na majora, został ranny w bitwie pod Szczekocinami. W latach 1797–1800 służył w Legionach Polskich we Włoszech. W czasie kampanii napoleońskiej wraz z 4. Pułkiem Artylerii Konnej brał udział w wyprawie na Moskwę. Brał udział m.in. w bitwach pod Smoleńskiem, Borodinem i Możajskiem. Podczas "bitwy narodów" pod Lipskiem stracił nogę i dostał się do niewoli. Przebywał w Szwecji. W roku 1814 powrócił do ojczyzny. 
Jego żoną była Salomea z Moszyńskich, którą miał trzech synów: Łukasza (1789-1878) pułkownika artylerii wojsk polskich, Romana (1792-1855) członka Wojewódzkiej Rady Sandomierskiej i Rocha.Jerzy Dobrzański zasłynął także jako niestrudzony zwolennik wydobywania węgla kamiennego odkrytego przez miejscową ludność w podkunowskich wąwozach. Jego marzenia nigdy nie udało się zrealizować. Otrzymał przydomek węglarz.
W 1817 roku był marszałkiem sejmikowym powiatu opatowskiego województwa sandomierskiego.